# بيل براون (لاعب كرة قدم أمريكية)
بيل براون (بالإنجليزية: Bill Brown)‏ هو لاعب كرة قدم أمريكية أمريكي، ولد في 29 يونيو 1938 في ميندوتا في الولايات المتحدة، وتوفي في 4 نوفمبر 2018 في إدينا في الولايات المتحدة.

## وصلات خارجية
- بيل براون على موقع مرجع كرة القدم المحترفة.كوم (الإنجليزية)